# Municipio de Oakland (Dakota del Norte)
El municipio de Oakland (en inglés: Oakland Township) es un municipio ubicado en el condado de Mountrail en el estado estadounidense de Dakota del Norte. En el año 2010 tenía una población de 26 habitantes y una densidad poblacional de 0,28 personas por km².

## Geografía
El municipio de Oakland se encuentra ubicado en las coordenadas 48°9′27″N 102°6′33″O / 48.15750, -102.10917. Según la Oficina del Censo de los Estados Unidos, el municipio tiene una superficie total de 93.12 km², de la cual 91,08 km² corresponden a tierra firme y (2,18 %) 2,03 km² es agua.

## Demografía
Según el censo de 2010, había 26 personas residiendo en el municipio de Oakland. La densidad de población era de 0,28 hab./km². De los 26 habitantes, el municipio de Oakland estaba compuesto por el 100 % blancos. Del total de la población el 0 % eran hispanos o latinos de cualquier raza.